# Томенчук, Богдан Петрович
Богдан Петрович Томенчук (род. 3 сентября 1950 Ценява, Коломыйский район, Ивано-Франковская область, Украинская ССР, СССР) — советский и украинский археолог, историк. Автор новой концепции основания и эволюции Древнего Галича на основе археологических исследований трансевразийских и трансевропейских торговых путей.

## Биография
Родился 3 сентября 1950 года вблизи города Коломыя, Украинская ССР, СССР. С 1971 по 1976 год учился в Черновицком университете на факультете история по специальности археология. В 1980 г. работал лаборантом, а в 2002—2008 гг. — научным сотрудником Института археологии НАНУ (по совместительству).
Защитил кандидатскую диссертацию по специальности Археология в Институте археологии НАНУ. Тема: — Некрополи Галича и Галицкой земли (Галицко-Буковинского Прикарпатья).Научный руководитель Моця Александр Петрович
Оппоненты: Иванкив Г.Ю д.и.н, Михайлина Любомир Павлович д.и.н
С 1999 по 2006 доцент кафедры всемирной истории Прикарпатского университета. С 2006 года работает на кафедре археологии университета Прикарпатья с 2014 возглавляет кафедру.
В 2023 году за значительный вклад в развитие исследования города Галич был награжден совместно с коллективом археологов памятной медалью «1125 Галича»

### Концепция основания и эволюции Галича
Богдан Петрович Томенчук доказал, что: «Древний Галич располагался на пересечении нескольких трансъевропейских и трансевразийских торговых и миграционных путей. Трансъевразийский маршрут пролегал из Азии через Северное Причерноморье через Днестр в Западную Европу. Трансъевропейский торговый путь пролегал от Балтики через Днестр в Центральную и Южную Европу. Поэтому Галич действительно открывает „Днестровские ворота“ в Европу и „Карпатские ворота“ на Дунай.»"Влияние природного, торгово-миграционного и военно-политического расположения Галича сыграли роль в его становлении и развитии."

## Работы
- Томенчук Б, Вуянко М. Археология Ивано-Франковска (Станиславова). Материалы охранных исследований (1998—2001 гг). — Ивано-Франковск, 2002. — 160 с.
- Томенчук Б. Днепровский и Днестровский трансевропейские пути «из варяг в греки» в геополитике средневековой Украины// Украина соборная. Сборник научных трудов. Вып.2. — Киев, 2005. — с. 50—55.
- Томенчук Б. Археология некрополей Галича и Галицкой земли. Получение. Христианизация. — Ивано-Франковск, 2006. — 328 с.
- Томенчук Б. Археология городищ Галицкой земли. Галицко-Буковинское Прикарпатье. Материалы исследований 1976—2006 гг. — Ивано-Франковск, 2008. — 695 с.
- Томенчук Б. Хорваты Галицко-Буковинского Прикарпатья и пути их миграции на Балканы// Материалы археологического семинара. Черновцы, 2018. С. 82—86.
- Tomenčuk Stan i potrzeby badan archeologicznych w Karpatach. Krosno, 2017. — с. 521—540.
- Томенчук Б. — Галич и Малая Галицкая земля. ХІІ—ХІІІ ст. Историческая топография городищ. — Ивано-Франковск, 2016. — 595 с.
- Tomenčuk, I.Kočkin. Izarheološkihstarina// Prikarpatska Galicija (prijevodi s ukrajinskoga). PrirediliJevgenij Paščenco i Tetyana Fuderer. Zagreb, 2017. С. 11-19.
- Томенчук Б. Галицко-Буковинское Прикарпатье как контактная этнокультурная зона склавинов и антов. К проблеме локализации «Мурсианского озера» Иордана// Тезисы докладов международной научной конференции. — Черновцы, 2019. — с. 105—107.
- Томенчук Б. Археология старого Галича // Галич. Сборник научных трудов/ под ред. М. Волощука. Ивано-Франковск: «Лилея-НВ», 2022. Серия 2. Выпуск 9. 368 с.